# 普泰族
普泰族，即山區的泰人，是老撾北部泰語民族的統稱，人口約306000人，有紅泰、黑泰、白泰等分支。除了在老撾，他們也分布在泰國伊善地區和柬埔寨北部。他們主要信仰上座部佛教。

## 歷史
普泰族大約是在10世紀時由越南西北的山羅、萊州遷入川壙高原一帶，趕走了當地原居民克木族，並成立盆蠻等小王國，在1350年被勐蘇瓦君主法昂征服，之後大部分時間屬瀾滄的勢力範圍(同時也是越南屬部)。1651/52 年左右，有人記錄了他們反抗瀾滄的霸權，當時的盆蠻王子拒絕將女兒交給瀾滄的國王蘇里雅·翁薩。然後他的軍隊摧毀了盆蠻的土地，並將大約500個家庭綁架到他的直接領地。 
1707年瀾滄分裂後，盆蠻成為川壙王國，在19世紀被暹羅、越南和老撾三國爭奪。數以千計的普泰人被遣送老撾中部湄公河谷和泰國東北部。

## 文化
普泰人以手工編織紡織品而聞名，一些村莊仍保留製刀的傳統。他們與鄰近的老族文化非常相似。一個有趣的習俗是使用大象遊行進入寺院，通常是在潑水節之前。